# Peucedanum translucens
Peucedanum translucens är en flockblommig växtart som beskrevs av Karl Heinz Rechinger. Peucedanum translucens ingår i släktet siljor, och familjen flockblommiga växter. Inga underarter finns listade i Catalogue of Life.